# Mistyka Chrystusa
Mistyka Chrystusa – mistyka chrześcijańska, której źródłem jest przede wszystkim Nowy Testament, wyrażający duchową wspólnotę z Chrystusem. Zwrot ten występuje u św. Pawła i Jana (np. „podobnie wszyscy razem tworzymy jedno ciało w Chrystusie, a każdy z osobna jesteśmy nawzajem dla siebie członkami”). „Mistyka Chrystusa, w różnym stopniu natężenia, jest obecna w całej historii Kościoła: pragnie się i doświadcza nie tylko zjednoczenia z Bogiem Ojcem, lecz unio z Chrystusem Słowem, które stało się ciałem, przy czym dominujące może być pragnienie i oświadczenie zjednoczenia z Jego człowieczeństwem”, na przykład:
- w ramach mistyki oblubieńczej
- mistyka męki
- mistyka Słowa (Logosu)

## Przedstawiciele mistyki Chrystusa
Święty Ignacy (ok. 30-107) – mistyka Chrystusa posiadała charakter „realny”, mówiący, że poprzez zamieszkanie Chrystusa otrzymujemy życie, czyli zbawienie, natomiast Ostatnia Wieczerza jest „lekarstwem nieśmiertelności”. Również Polikarp ze Smyrny (ok. 69-156), Hipolit (ok. 170-235) oraz Tertulian (ok. 150-240), twierdzą, że: „ciało, krew i realna śmierć Logosu na krzyżu oraz uwielbienie ciała to idee przewodnie”.
Efrem Syryjczyk (ok. 305-373) – nazywany „cytra Ducha Świętego”. Do mistyki Chrystusa wnosił elementy maryjne (Carmina Nisibensis 27,44n), jego dzieła zostały przełożone na łacinę., które wywarły wpływ na mistykę następnych stuleci, zwłaszcza po przebyciu drogi przez Hiszpanię i Irlandię, za pośrednictwem misjonarzy.
Mistykę Chrystusa, a przede wszystkim ogólnie mistykę wyraźnie określa teologia Orygenesa (ok.185-254), mówiąca, że poprzez ascezę i oczyszczeniu można wznieść się do Boga. W jednym z jego komentarzy, a dokładniej w komentarzu do Pieśni nad Pieśniami znajdziemy podwaliny pod mistykę Chrystusa i mistykę oblubieńczą.
Święty Atanazy (295-373) – twierdzi, że człowieczeństwo Chrystusa stanowi ośrodek mistyki Chrystusa. Według św. Augustyna, który idzie za ideą św. Pawła, podejmuje formułę o mistycznym ciele Chrystusa, natomiast sakramenty święte stanowią środki potrzebne do zbawienia (dzięki obecności w nich uwielbionego Chrystusa). Tę ideę znajdziemy również u Gertrudy Wielkiej i Mechtyldy z Hackeborn.
Grzegorz Wielki (ok. 540-604) – kładzie nacisk na uwielbionego Chrystusa Króla. Podobny rys zobaczymy u Hildegardy z Bingen.
Bernard z Clairvaux (1090-1153) – ożywił w czasach średniowiecza mistykę oblubieńczą Orygenesa, a także wywarł wpływ na mistykę Chrystusa Suzo i Taulera. Oddziaływanie myśli Bernarda zaznacza się w devotio moderna.
Franciszek z Asyżu (1181 lub 1182-1226) – istotnym elementem mistyki Chrystusa stanowi mistyka krzyża.
W średniowieczu o intensywności mistyki Chrystusa stanowi ustanowienie święta Bożego Ciała przez papieża Urbana IV w 1264 roku.
Ignacy Loyola (1491-1556) – połączył mistykę Chrystusa z działaniem dla sprawy Chrystusa w całym Kościele i w świecie.
Rysy średniowiecznej mistyki ma mistyka Chrystusa Piotra Bērulle’a, która została rozwinięta przez jego ucznia – Karola de Condren, która okazała się ostatnim przejawem rozkwitu tego nurtu w katolicyzmie.

## Protestantyzm
W protestantyzmie mistykę Chrystusa wiążemy z osobą Zinzendorfa (1700-1760), który założył bractwo z Herrenhut. Była to mistyka krwi, która znalazła wyraz w kulcie rany boku Chrystusa.